# (32790) 1989 SM8
1989 SM8 (asteroide 32790) é um asteroide da cintura principal. Possui uma excentricidade de 0.19796390 e uma inclinação de 1.82096º.
Este asteroide foi descoberto no dia 23 de setembro de 1989 por Henri Debehogne em La Silla.